# توپادلی (ناحیه میلنیک)
توپادلی (به چکی: Tupadly) یک منطقهٔ مسکونی در جمهوری چک است که در ناحیه میلنیک واقع شده‌است.